# Taqwacore
Le taqwacore est un sous-genre de punk en rapport avec l'islam et sa culture. Le terme est initialement utilisé par l'écrivain américain Michael Muhammad Knight dans un roman intitulé The Taqwacores. Il s'agit d'un mot-valise qui regroupe le punk hardcore et le mot arabe taqwa, qui peut se traduire par l'expression « vivre la piété » et qui dénote à la fois d'une peur et d'un amour du divin. Il n'y a pas encore de son définitif au taqwacore, les artistes se réclamant du genre jouant divers genres de musique variant du punk au hip-hop.

## Histoire
Bien que la musique punk musulmane soit retracée en 1979 avec le groupe fondateur britannique Alien Kulture, Fearless Iranians from Hell est l'un des premiers groupes punk musulman originaire des États-Unis, plus précisément de San Antonio, au Texas. Dans les années 1990, les groupes de Nation Records Fun-Da-Mental et Asian Dub Foundation émergents solidifient la première génération punk musulmane britannique. Dans une interview, Aki Nawaz, fondateur de Nation Records, explique que « l'Islam pour moi c'est plus punk que le punk. » L'ouvrage de Knight encourage la croissance du mouvement punk musulman en Amérique du Nord, et la plupart des groupes utilisant le terme de taqwacore sont les premiers à voyager avec Knight dans une tournée ISNA. Ainsi, la communauté taqwacore est presque inséparable avec Knight et sa littérature.
Les premiers groupes à utiliser le terme de taqwacore sont The Kominas, Vote Hezbollah et the Sagg Taqwacore Syndicate. D'autres groupes de cette scène incluent Diacritical, Secret Trial Five, Noble Drew, Fedayeen, Sarmust et d'autres groupes signés chez SG-Records. À la première lecture de l'ouvrage The Taqwacores, Kourosh Poursalehi pense lire une histoire vraie basée sur les musulmans américains. Il compose une chanson du poème de Michael Muhammad Knights Muhammad was a Punk Rocker, et lui envoie à New York. Knight se retrouve heureux d'écouter cette chanson, sachant que son ouvrage attirerait d'autres croyants qui s'allieraient à sa cause. Ils se rencontrent finalement à Boston, où avec Basim Usmani, les Kominas se forment, et préparent déjà les dates de leurs premières tournées.